# Hellenisten
|  | Dieser Artikel wurde aufgrund von akuten inhaltlichen oder formalen Mängeln auf der Qualitätssicherungsseite des Portals Christentum eingetragen. Bitte hilf mit, die Mängel dieses Artikels zu beseitigen, und beteilige dich bitte an der Diskussion. |

Als Hellenisten werden in der neutestamentlichen Exegese die Griechisch sprechenden Judenchristen bezeichnet. 

## Hellenisten in der Apostelgeschichte
„Hellenist“ (altgriechisch Ἑλληνιστής Hellēnistḗs) ist in der Apostelgeschichte die Bezeichnung für Griechisch sprechende Personen, und zwar Judenchristen (Apg 6,1 ), Juden (Apg 9,29 ) und Nichtjuden (Apg 11,20 ). 
Für die Geschichte des Urchristentums wurde besonders die erste Belegstelle herangezogen. Hier erfährt der Leser von zwei Gruppen unter den Jerusalemer Christen, den Griechisch und den Hebräisch bzw. Aramäisch Sprechenden. Zwischen ihnen war ein Konflikt in der gemeindlichen Armenversorgung entstanden; die Hellenisten fühlten sich benachteiligt. Rudolf Pesch vermutet: „Die Hellenisten waren zur Anfangsgemeinde der Hebräer hinzugekommen und hatten als sozial besser Gestellte wahrscheinlich viel zur gemeinsamen Kasse beigetragen.“ Der Konflikt wurde dadurch entschärft, dass dieser Gemeindeteil organisatorisch selbständig wurde: eigene Armenversorgung, eigene Mahlfeiern und dann wohl auch eigene Gottesdienste. Lukas hält aber, so Pesch, am Ideal einer einträchtigen Urgemeinde fest, indem er das Leitungsgremium der Hellenisten (sieben Männer) dem Leitungsgremium der Apostel zu- und unterordnet.
Ab Apg 6,8  tritt Stephanus aus dem Siebenergremium hervor. Er gerät in Konflikt mit hellenistischen Juden, der Gruppe, der er früher selber angehörte; diese haben ihre eigenen Synagogen in der Stadt. „Stephanus kann im Streitgespräch nicht überwunden werden, weil er in überlegener Weisheit (vgl. 6,3), der Kunst der Schriftauslegung, der am Gesetz geschulten theologischen Rede, und in der von Jesus selbst verheißenen Inspiration des heiligen Geistes … redete.“ Stephanus stirbt als erster christlicher Märtyrer; die „Hellenisten“ werden aus Jerusalem vertrieben, während die „Hebräer“ unbehelligt bleiben (Apg 8,1 ).

## Personen
Namentlich bekannt sind Stephanus, Philippus, Prochorus, Nikanor, Timon, Parmenas und Nikolaus, die als Sieben-Männer-Gremium der Gemeinde vorstanden und als die „Sieben Diakone“ in die Geschichte eingingen.
Darüber hinaus könnte man auch Paulus und Barnabas zu dieser Gruppe zählen, auch wenn sie ursprünglich wohl hebräische Namen trugen. Paulus Mitarbeiter Timotheus und Lukas gehören auf jeden Fall dazu, sein Mitarbeiter Titus ist offenbar Heidenchrist, und damit kein Hellenist im eigentlichen Sinne.
Ein bekannter Hellenist ist auch Apollos, der zwar mit Paulus kooperierte, sonst aber ein eigenständiger Theologe war.

## Theologie
Kritik an Tempel und Tora kamen bei Stephanus zusammen mit der Aussage, dass Gottes Gegenwart nicht an das Heilige Land gebunden sei (Apg 7,7–34.44–48 ). Für die Diasporajuden waren das aber gerade die Glaubensinhalte, die zu ihrer Übersiedlung nach Jerusalem geführt hatten.

## Mission
Die „Hebräer“ hielten sich als messianische, toraobservante Gruppe in Jerusalem und im Tempelverband des Judentums. Die „Hellenisten“ aber hatten nach ihrer Vertreibung aus Jerusalem gute Voraussetzungen für die Missionsarbeit in der nichtjüdischen Welt: An die Stelle des Tempels und des Heiligen Landes trat die christliche Gemeinde selbst; die Kulttora konnte aufgegeben werden. „Der Weg zur Welt-Mission wurde geebnet.“ Zentren waren Samaria, Antiochia, später auch Rom, Ephesus und Alexandria sowie viele weitere Städte des Mittelmeerraumes. Grund für ihren Erfolg war die sprachliche und kulturelle Angepasstheit an die Umwelt, die konsequente Nutzung der modernen Kommunikationsmittel wie Postwesen und Handelsrouten, Philosophenschulen und Synagogen, Symposien und Rhetorik.
Sie waren in Antiochia die ersten, die als Christen bezeichnet wurden. Sie wurden zur prägenden Kraft der frühesten Kirche, während die palästinischen Judenchristen immer mehr an Einfluss verloren.